# Уялы (Северо-Казахстанская область)
Уялы (каз. Ұялы) — село в Акжарском районе Северо-Казахстанской области Казахстана. Административный центр Уялинского сельского округа. Код КАТО — 593449100.

## География
Расположено около озера Улькен-Карой.
Ближе к границу Россия.

## Население
В 1999 году население села составляло 1099 человек (566 мужчин и 533 женщины). По данным переписи 2009 года в селе проживало 593 человека (296 мужчин и 297 женщин).